# Länsfängelset i Örebro
Länsfängelset i Örebro, senare Straffängelset i Örebro, var ett cellfängelse öppnat 1859, beläget i hörnet av Slottsgatan och Fredsgatan, intill Karolinska skolan. Det lades ned på 1960-talet och revs 1972.   

## Historia
Fängelset tillkom som en följd av den fängelsereform, som beslutats vid 1844 års riksdag. Det var till utseendet likt andra enrumsfängelser från tiden och började byggas 1857. Ritningarna var av Fångvårdsstyrelsens arkitekt Theodor Anckarsvärd och byggnadskostnaden blev 66 718 kronor.  
Den 27 oktober 1859 flyttades ett 15-tal fångar från Örebro slott till det nya fängelset som inrymde 90 ljusa celler och fem mörka. Byggnaden, som ansågs toppmodern, var försedd med centralvärme, hade tre våningar där de båda övre våningsplanen inrymde cellerna och där våningsplanen hade en ljusgård i mitten. Fängelset var sällan fullbelagt. Normalbeläggningen varierade mellan 50 och 60 fångar per år med undantag för krigsåren då fångantalet steg till över 100.
Vid en reform 1911 ändrades beteckningen på de större länsfängelserna, däribland Örebro, till straffängelse. 
År 1945 kom en ny lag om verkställighet av fängelsestraff och de gamla cellfängelserna var inte längre i takt med tiden, utan var tungarbetade och omoderna. År 1965 invigdes anstalten Kumla och i slutet av 1960-talet utrymdes fängelset. Det revs slutligen 1972. På platsen för det gamla fängelset ligger sedan 2016 Örebrobostäders huskomplex Husarens gränd, vilket ska erinra om att Livregementets husarer (K 3) var förlagda i samma kvarter åren 1836–1905.

## Bildgalleri

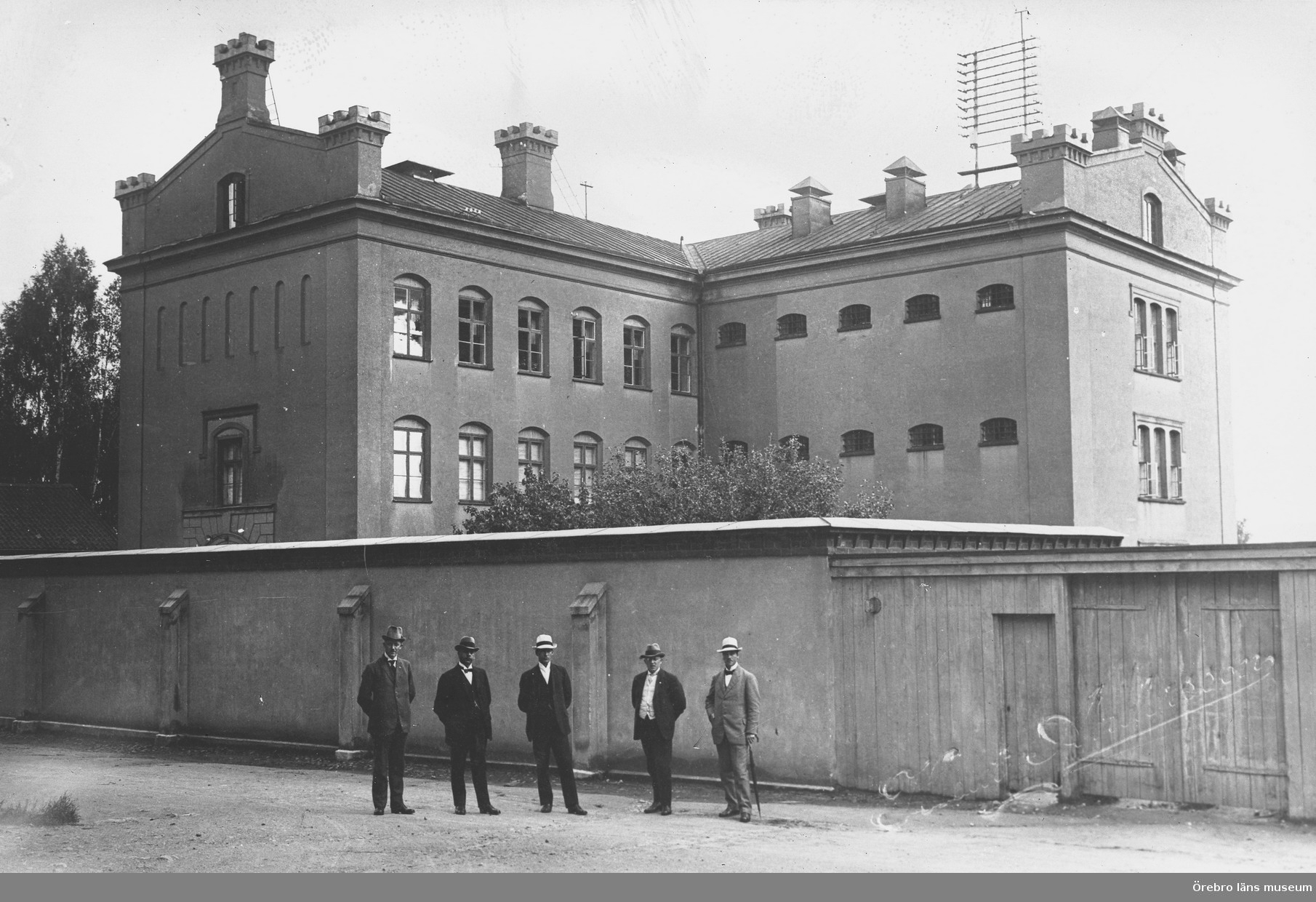
Exteriör, ca år 1900
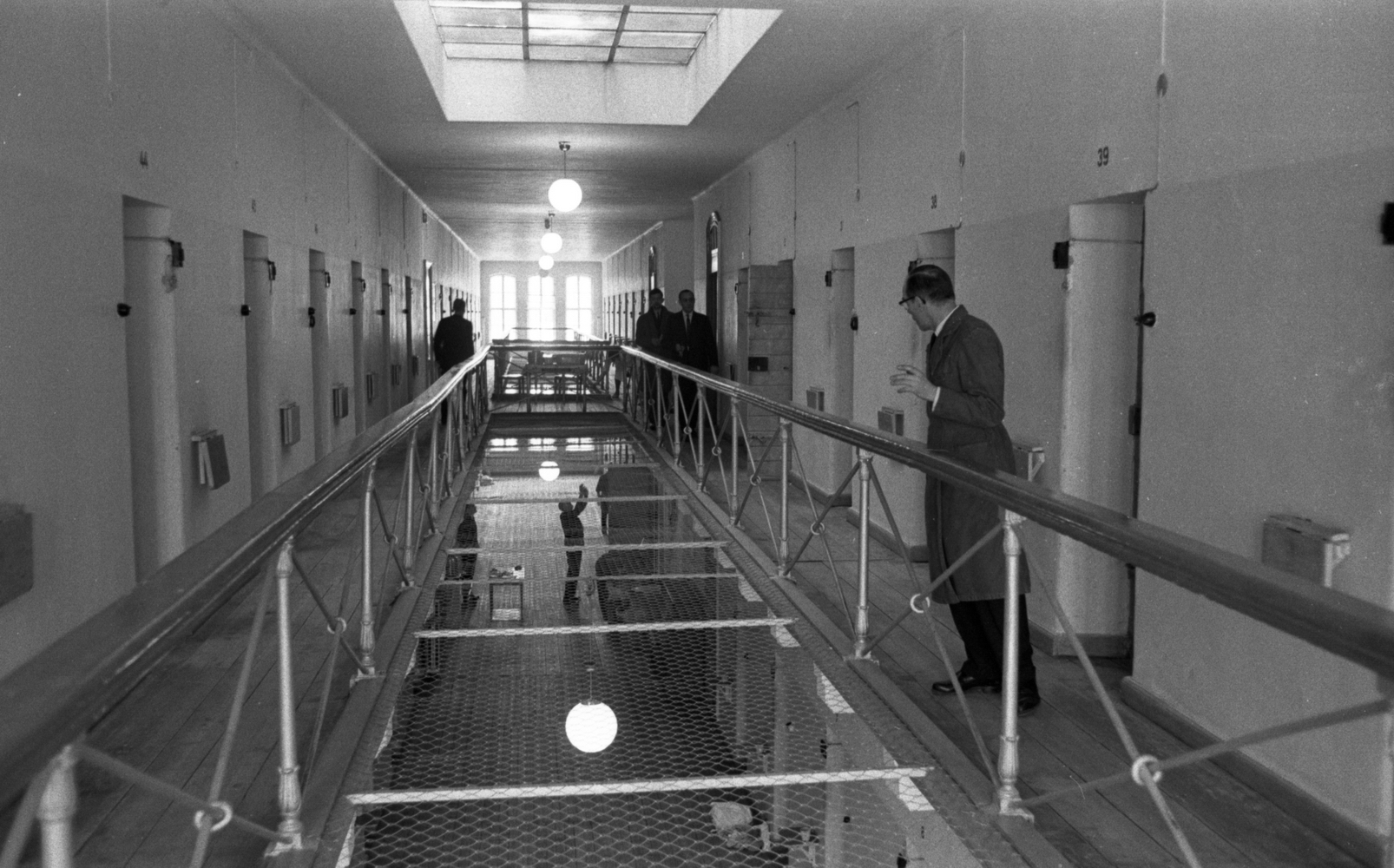
Fängelsekorridor. 1966.
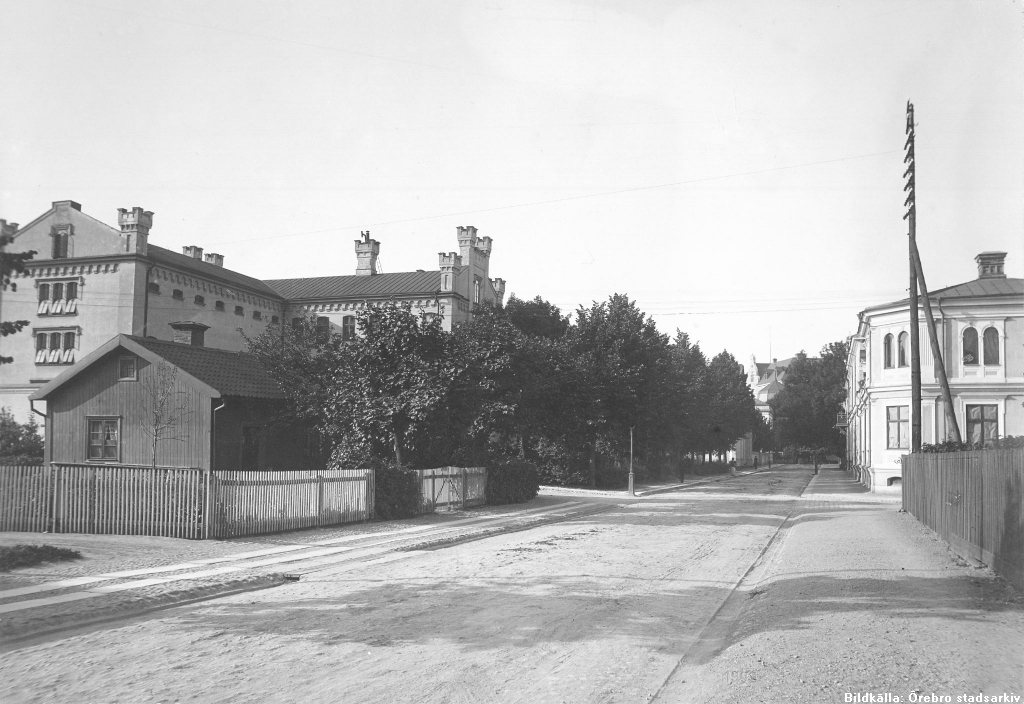
Fängelset i Örebro. Slottsgatan mot söder från Fredsgatan 1902
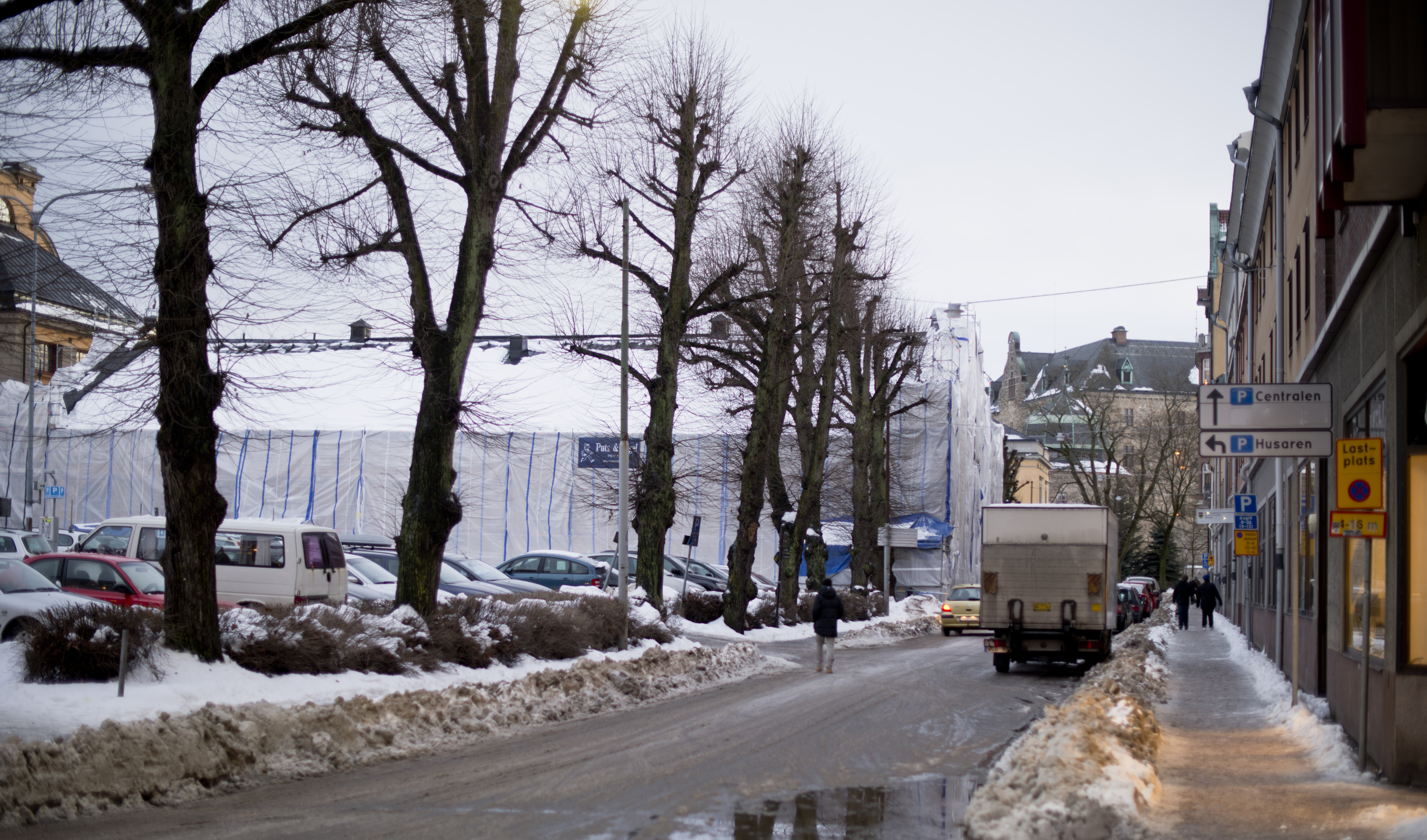
Slottsgatan mot söder från Fredsgatan 2012.

### Webbkällor
- Nerikes Allehanda 9 december 2010: Örebrofrågan: Fängelset som låg mitt i stan, läst 15 september 2012.